# 納特 (新墨西哥州)
納特（英語：Nutt）是位於美國新墨西哥州盧納縣的鬼鎮。

## 歷史
納特的郵局於1881年設立，其後於1939年停運。

## 地理
納特所處的海拔為高於海平面1439米（即4721英呎），而該地所採用的時區為UTC-7，即北美山地时区（MST）。同時該地設有夏令時間，為UTC-7調快一小時，即UTC-6（MDT）。